# Толстиково (Новгородська область)
Толстиково (рос. Толстиково) — присілок в Новгородському районі Новгородської області Російської Федерації.
Населення становить 127 осіб. Входить до складу муніципального утворення Борківське сільське поселення.

## Історія
Від 2004 року входить до складу муніципального утворення Борковське сільське поселення.

## Населення
| 2010 |
| ---- |
| 127  |